# Mors Ultima Ratio
Mors Ultima Ratio (в переводе с лат. — «Смерть есть последний довод всему») — дебютный студийный альбом советской группы Katedra (1990).

## Выпуск и коммерческий успех
Альбом был записан в 1989 году на Вильнюсской студии звукозаписи, но фирма «Мелодия» выпустила его только год спустя. Весь тираж пластинки был распродан в течение двух недель.

## Реакция критики
Альбом удостоился положительных отзывов зарубежных критиков. Журнал Metal Hammer в рецензии на Mors Ultima Ratio назвал литовский коллектив «чистокровной трэш-группой, сильной как с музыкальной, так и с технической стороны». В рецензии также была высказана мысль, что Katedra «выглядит предпочтительнее 90% аналогичных западных исполнителей» и «предположительно является одной из самых актуальных европейских трэш-метал-групп».

## Зарубежные гастроли
На волне успеха Katedra была приглашена представлять Литву на проходившем в Швеции фестивале Baltic Sea Music Fest '91.

## Список композиций
| №  | Название               | Текст песни                                          | Музыка                                                                     | Длительность |
| -- | ---------------------- | ---------------------------------------------------- | -------------------------------------------------------------------------- | ------------ |
| 1. | «Mors Ultima Ratio»    | Ричардас Лагинаускас                                 | Ричардас Лагинаускас                                                       | 3:26         |
| 2. | «Šmėklos»              | Ричардас Лагинаускас                                 | Ричардас Лагинаускас                                                       | 4:50         |
| 3. | «Requiem Mamai»        | Повилас Мешкела, Ричардас Лагинаускас                | Повилас Мешкела                                                            | 4:31         |
| 4. | «Dvasių Šėlsmas»       | Ричардас Лагинаускас, Т. А. Рудокас                  | Ричардас Лагинаускас                                                       | 4:57         |
| 5. | «Fėja»                 | Ричардас Лагинаускас, Ромас Райнис, Альгис Радавичюс | Ричардас Лагинаускас, Ричардас Лагинаускас, Альгис Радавичюс, Ромас Райнис | 3:12         |
| 6. | «St. Vitus»            | Ричардас Лагинаускас, Ромас Райнис, Альгис Радавичюс | Ричардас Лагинаускас, Ромас Райнис, Альгис Радавичюс                       | 6:16         |
| 7. | «Pilnatis»             | Ричардас Лагинаускас                                 | Ричардас Лагинаускас                                                       | 2:10         |
| 8. | «Budelis»              | Ричардас Лагинаускас, Альгис Радавичюс               | Ричардас Лагинаускас, Альгис Радавичюс                                     | 5:35         |
| 9. | «Mors Ultima Ratio II» | Ричардас Лагинаускас, Альгис Радавичюс               | Ричардас Лагинаускас, Альгис Радавичюс                                     | 2:47         |

## Участники записи
- Повилас Мешкела[лит.] — вокал
- Ричардас Лагинаускас[лит.] — гитара
- Ромас Райнис[лит.] — гитара
- Альгис Радавичюс[лит.] — бас-гитара
- Мариус Гиедрис[лит.] — барабаны